# Braye-sous-Faye
Braye-sous-Faye es una comuna francesa situada en el departamento de Indre y Loira, en la región Centro-Valle del Loira .

## Demografía
| 373 | 297 | 294 | 307 | 349 | 368 | 296 |
| Para los censos de 1962 a 1999 la población legal corresponde a la población sin duplicidades (Fuente: INSEE [Consultar]) |     |     |     |     |     |     |